# Payraudeautia
Payraudeautia là một chi ốc biển săn mồi, là động vật thân mềm chân bụng sống ở biển trong họ Naticidae, họ ốc mặt trăng.

## Các loài
Các loài thuộc chi Payraudeautia bao gồm:
- Payraudeautia esterias P. Bernard, 1983[2]
- Payraudeautia intricata (Donovan, 1804)[3]